# Gilbert Schaller
Gilbert Schaller (* 17. März 1969 in Bruck an der Mur) ist ein ehemaliger österreichischer Tennisspieler.

## Karriere
Schallers erfolgreichstes Jahr war 1995. Er konnte das Einzelturnier in Casablanca gewinnen. Aufsehen erregte auch sein folgender Sieg gegen Pete Sampras in der ersten Runde der French Open, worauf er jedoch in der zweiten Runde gegen den Australier Scott Draper verlor. Er erreichte im selben Jahr mit dem 17. Platz seine höchste Weltranglistenposition. Sowohl gegen Pete Sampras, aber auch gegen Boris Becker und Mats Wilander kann Schaller eine positive Bilanz aufweisen (jeweils 1:0).
1997 hatte er durch Siege gegen Goran Ivanisevic und Sasa Hirszon wesentlichen Anteil am 3:2 Daviscupsieg gegen Kroatien.
Gemessen an der Weltranglistenposition ist Schaller hinter Thomas Muster,  Dominic Thiem und Jürgen Melzer der vierterfolgreichste österreichische Tennisspieler.
Schaller war 2007 bis 2011 Kapitän des österreichischen Davis-Cup-Teams und ÖTV-Sportdirektor. Er war als Trainer von Marin Draganja aktiv.

## Erfolge
| Legende (Anzahl der Siege)                     |
| Grand Slam                                     |
| ATP World Tour Finals                          |
| ATP Masters Series ATP World Tour Masters 1000 |
| International Series Gold ATP World Tour 500   |
| ATP World Tour 250 International Series (1)    |
| ATP Challenger Tour                            |

### Turniersiege
| Nr. | Datum | Turnier    | Belag | Finalgegner  | Ergebnis |
| --- | ----- | ---------- | ----- | ------------ | -------- |
| 1.  | 1995  | Casablanca | Sand  | Albert Costa | 6:4, 6:2 |

### Finalteilnahmen
| Nr. | Datum | Turnier    | Belag | Finalgegner     | Ergebnis      |
| --- | ----- | ---------- | ----- | --------------- | ------------- |
| 1.  | 1995  | Bukarest   | Sand  | Thomas Muster   | 3:6, 4:6      |
| 2.  | 1995  | Valencia   | Sand  | Sjeng Schalken  | 4:6, 2:6      |
| 3.  | 1996  | Casablanca | Sand  | Tomás Carbonell | 5:7, 6:1, 2:6 |